# لوله مغزی سیار
لوله مغزی سیار (انگلیسی: Coiled tubing) از فناوری‌های نوین در حفاری چاه‌های نفت و گاز به‌شمار می‌رود، که کاربرد آن در جابجایی سیالات درون چاه، تزریق اسید و انگیزش چاه، تمیز کردن چاه، حفاری با موتور درون چاهی، انجام سیمان‌کاری اصلاحی و نصب مجرابند، احیای چاه با استفاده از تزریق نیتروژن، قابلیت امتزاج و انجام عملیات نمودارگیری و مشبک کاری در حفاری جهت دار و افقی می‌باشد. 
دستگاه لوله مغزی یکی از ماشین‌آلات صنعتی حفاری است و جهت عملیات تعمیر و تکمیل چاه‌های نفت مورد استفاده قرار می‌گیرد و جایگزینی برای دستگاه‌های حفاری تعمیراتی بشمار می‌رود. دستگاه لوله مغزی سیار شامل یک لوله فولادی پیوسته و بدون انقطاع، به طول چند هزار متر است، که بر روی قرقره‌ای گردان پیچیده شده و امکان راندن آن را درون چاه‌های تولیدی نفت و گاز، به دفعات میسر می‌سازد. 